# 華僑商業銀行
華僑商業銀行（かきょうしょうぎょうぎんこう、英：Hua Chiao Commercial Bank）は、かつて香港に存在した銀行。
1962年、インドネシア華人によって香港で設立。1965年、中国銀行グループ（中：中銀集團）に加入。当初は送金・預金を業務としていたが、1970年代以降、貿易融資・国際決済へと業務領域を変更した。2001年、中国銀行 (香港)設立のために吸収された。

## 参照
1. ↑  华侨商业银行（簡体中国語）
2. ↑  BANK OF CHINA (HONG KONG) LIMITED (MERGER) ORDINANCE